# 勒帕维永圣朱莉
勒帕维永圣朱莉（法語：Le Pavillon-Sainte-Julie，法語發音：[lə pavijɔ̃ sɛ̃t ʒyli]）是法国奥布省的一个市镇，属于特鲁瓦区。

## 地理
勒帕维永圣朱莉（48°22'12"N, 3°53'58"E）面积22.93 平方千米，位于法国大東部大區奥布省，该省份为法国中北部省份，北起马恩省，西接塞纳-马恩省，西南至约讷省，东南至科多尔省，东临上马恩省。
与勒帕维永圣朱莉接壤的市镇（或旧市镇、城区）包括：迪耶雷圣皮埃尔、埃什米讷、方丹莱格雷、马塞、潘镇、圣利耶、萨维耶尔、维勒卢。

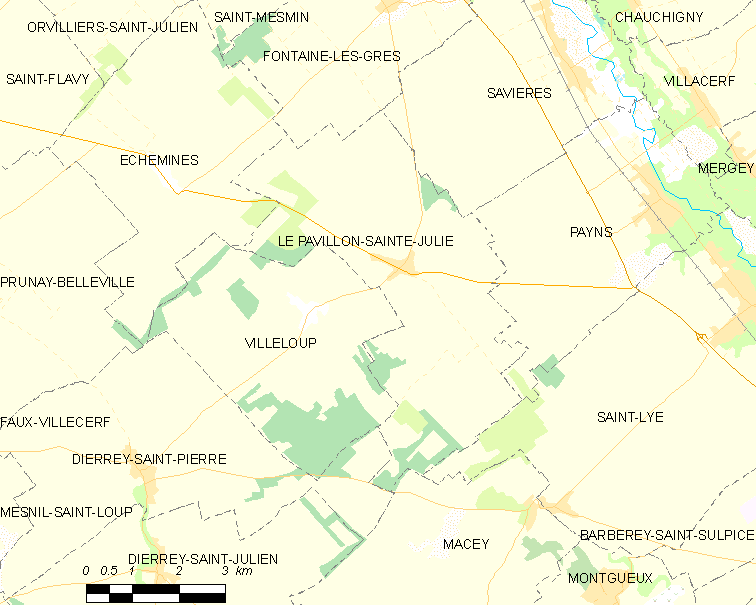
勒帕维永圣朱莉的OSM定位图

勒帕维永圣朱莉的时区为UTC+01:00、UTC+02:00（夏令时）。

## 行政
勒帕维永圣朱莉的邮政编码为10350，INSEE市镇编码为10281。

## 政治
勒帕维永圣朱莉所属的省级选区为圣利耶县。

## 人口

1962-2008年间勒帕维永圣朱莉人口变化图示

勒帕维永圣朱莉于2022年1月1日时的人口数量为278人。